# Mainau

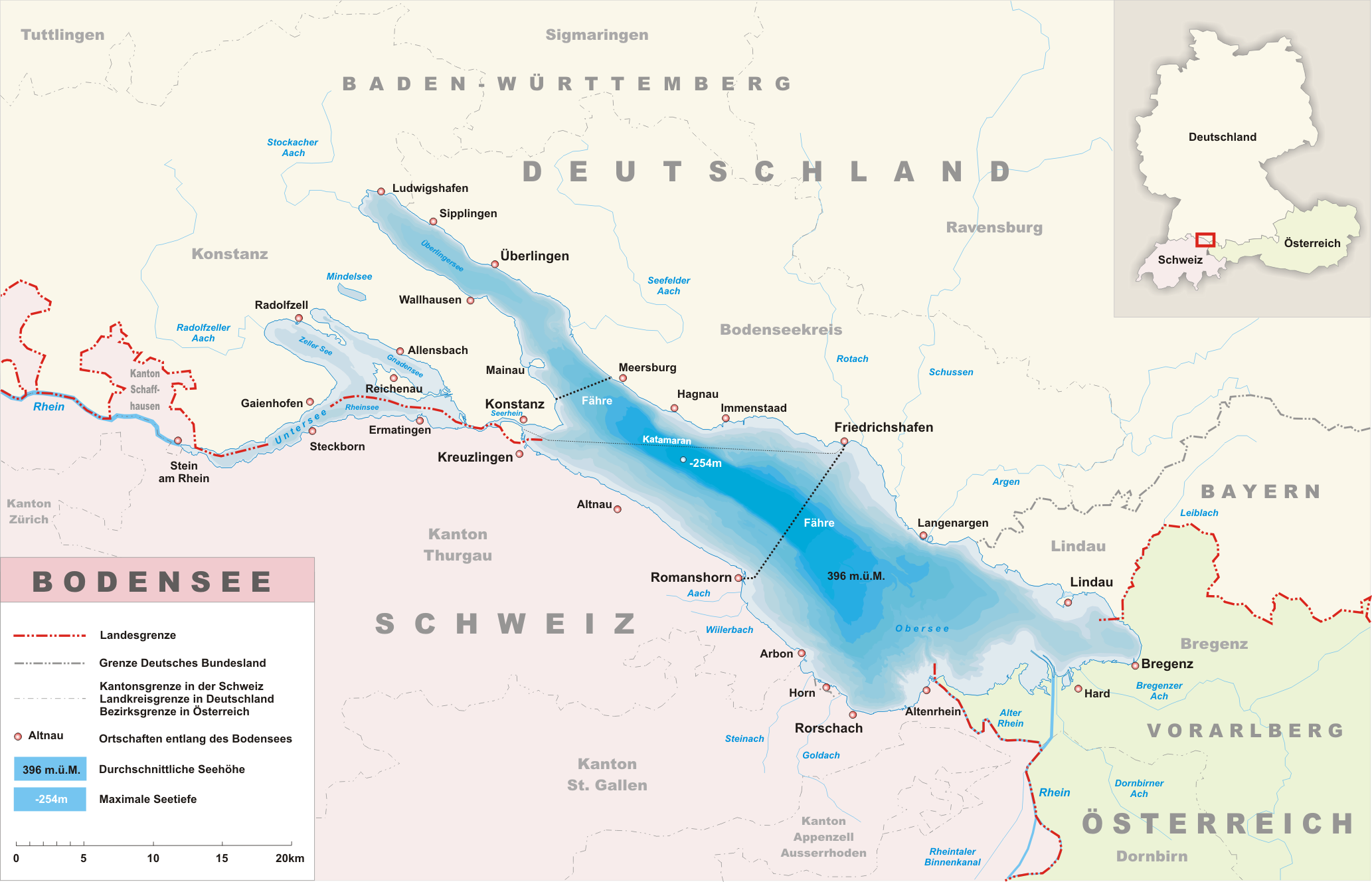
Ön ligger i den norra delen av Bodensjön

Mainau även Mav(e)no(w), Maienowe (1242), eller Maienow (1357), Maienau, Mainowe (1394) och Mainaw (1580), är den tredje största ön i Bodensjön som omfattar cirka 45 hektar och är belägen strax norr om Konstanz, en tysk stad på gränsen mot Schweiz. Kalkstensklipporna i den nordvästra delen av Bodensjön kallas Überlinger See.
Ön tillhör stadsdelen Litzelstetten i staden Konstanz och ägs av Lennart-Bernadotte stiftelsen, som grundades av greve Lennart Bernadotte år 1974. Grevens familj är fortfarande en viktig del av Mainau med slott, parkanläggning med växthus och trädgårdar. Ön ligger invid Oberschwäbischen Barockstraße.

## Geografi
Ön ligger 395 meter över havet. Dess nord-sydliga längd är 610 meter, dess största bredd (väst-öst) cirka 1050 meter. Öns omkrets är cirka tre kilometer.

## Historia
Ön tillhörde länge storhertigarna av Baden. Den kända byggherren Johann Caspar Bagnato, tillhörande av den tyska orden,  började uppföra St. Marys barockkyrka 1732, som blev färdigställd 1739. Bagnato fick även i uppdrag att bygga ett nytt slott samma år, på platsen för det äldre muromgärdade slottet. Efter sju år färdigställdes slottet 1746 för den tyska orden. Bagnato dog i Mainau 1757 och är begravd i kyrkans krypta.
Egendomen med slottet ärvdes 1930 av prins Wilhelm efter hans mor den svenska drottningen Victorias frånfälle och 1932 övergick det i dennes son Lennart Bernadottes ägo. När Lennart Bernadotte tog över egendomen var såväl parken som slottet förfallna. Han inledde genast arbetet med att restaurera Mainau. Under åren 1939–1945 tvingades familjen Bernadotte att vistas i Sverige på grund av det politiska läget i Tyskland. Efter kriget fortsatte emellertid arbetet med att bygga upp Bodensjöområdets idag största turistattraktion.
Mainau har två miljoner besökare per år och sysselsätter 150 personer året runt och 300 personer mellan mars och oktober. År 2007 hade ön 1,2 miljoner besökare, men tidigare har Mainau haft upp till två miljoner besökare.
Sedan 1974 är ägandet av Mainau överlåtet till en stiftelse. Stiftelsen äger bolaget Mainau GmbH, som bedriver verksamheten som ett privat turistföretag utan offentliga subventioner, i enlighet med stadgarna. Stiftelsen står under tillsyn av det regionala rådet i Freiburg. Stiftelsens styrelse ansvarar för förvaltningen av stiftelsens tillgångar. Styrelsemedlemmar är en extern ordförande samt greveparets gemensamma barn.

## Galleri

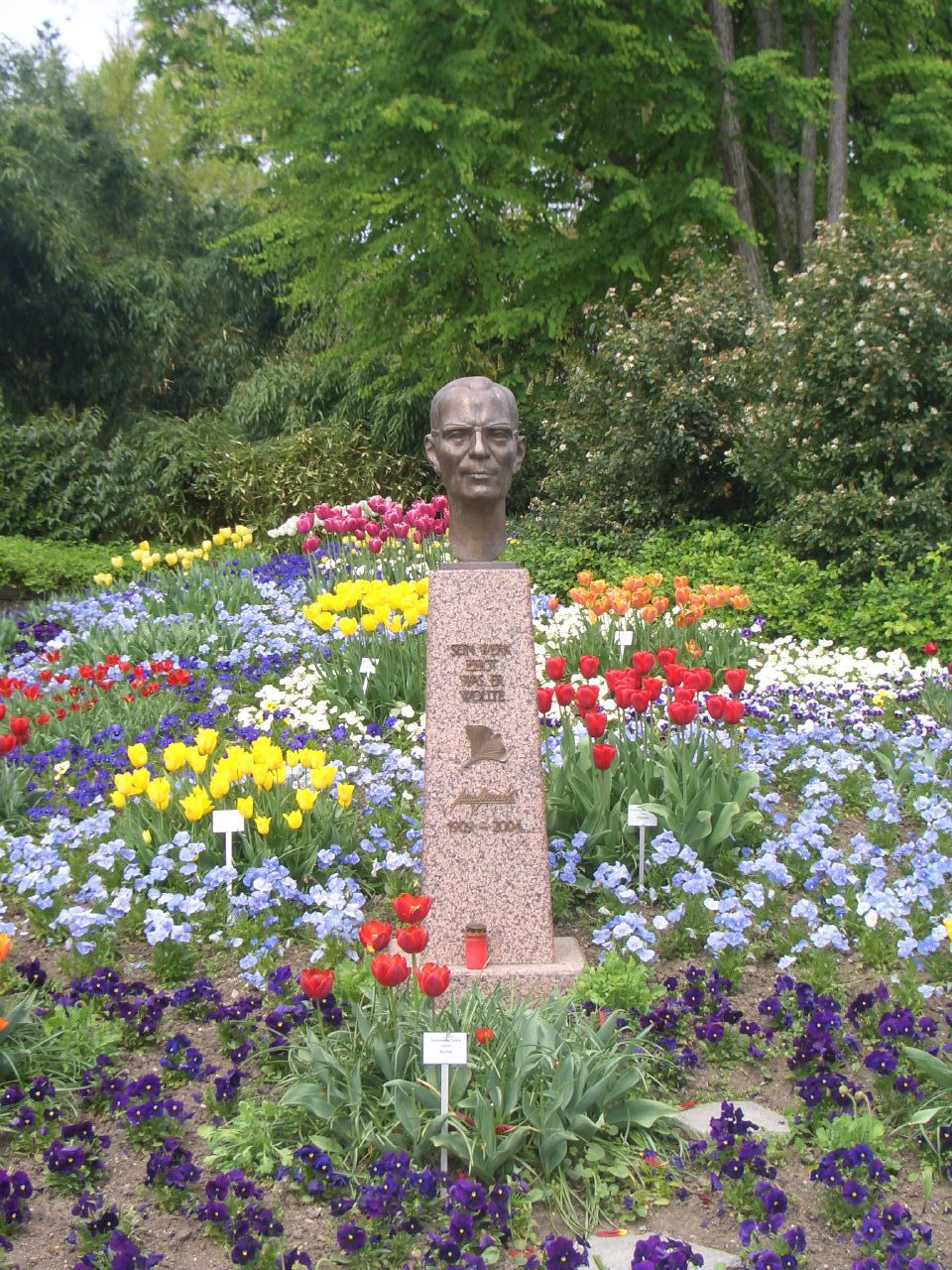
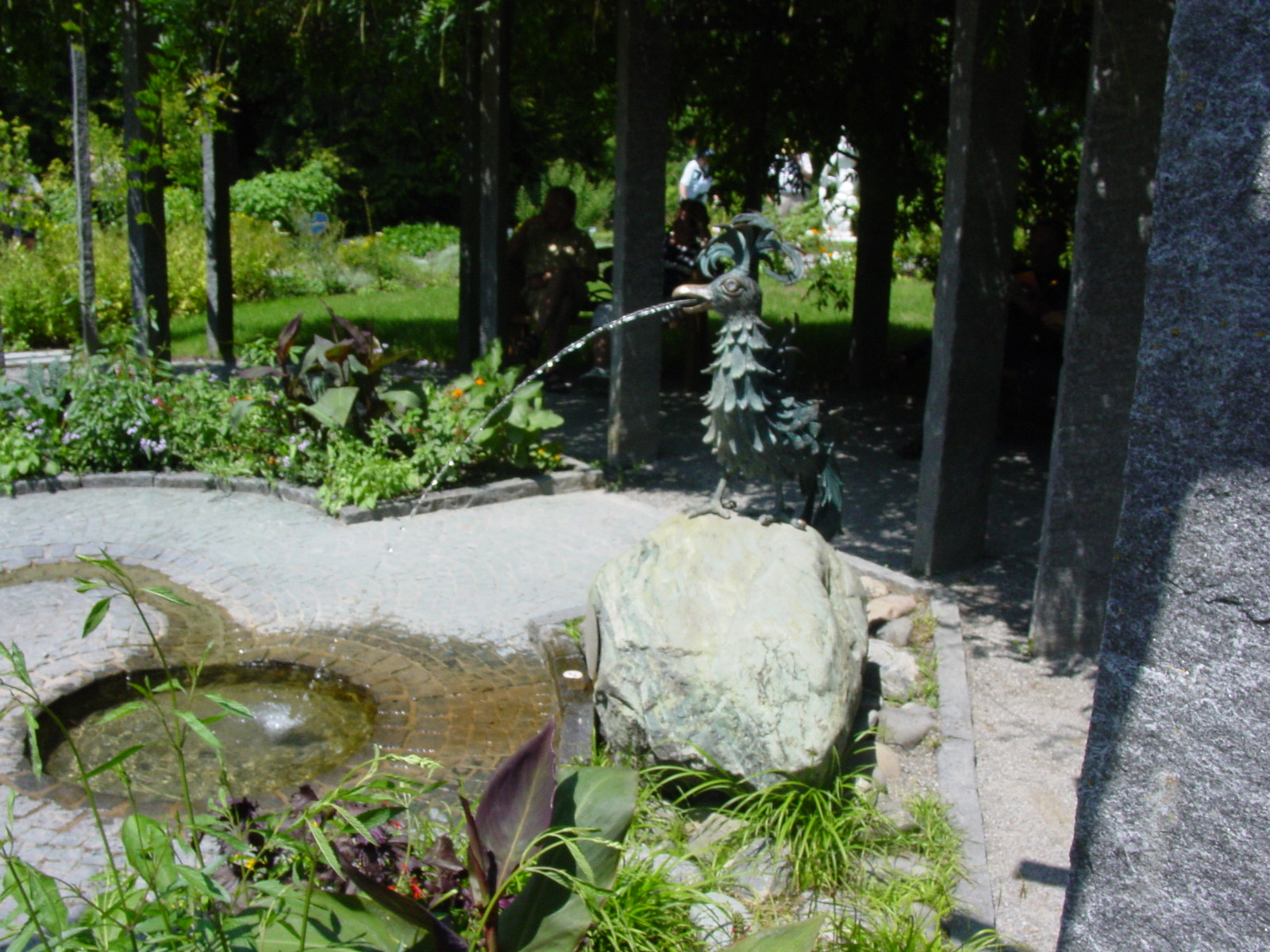
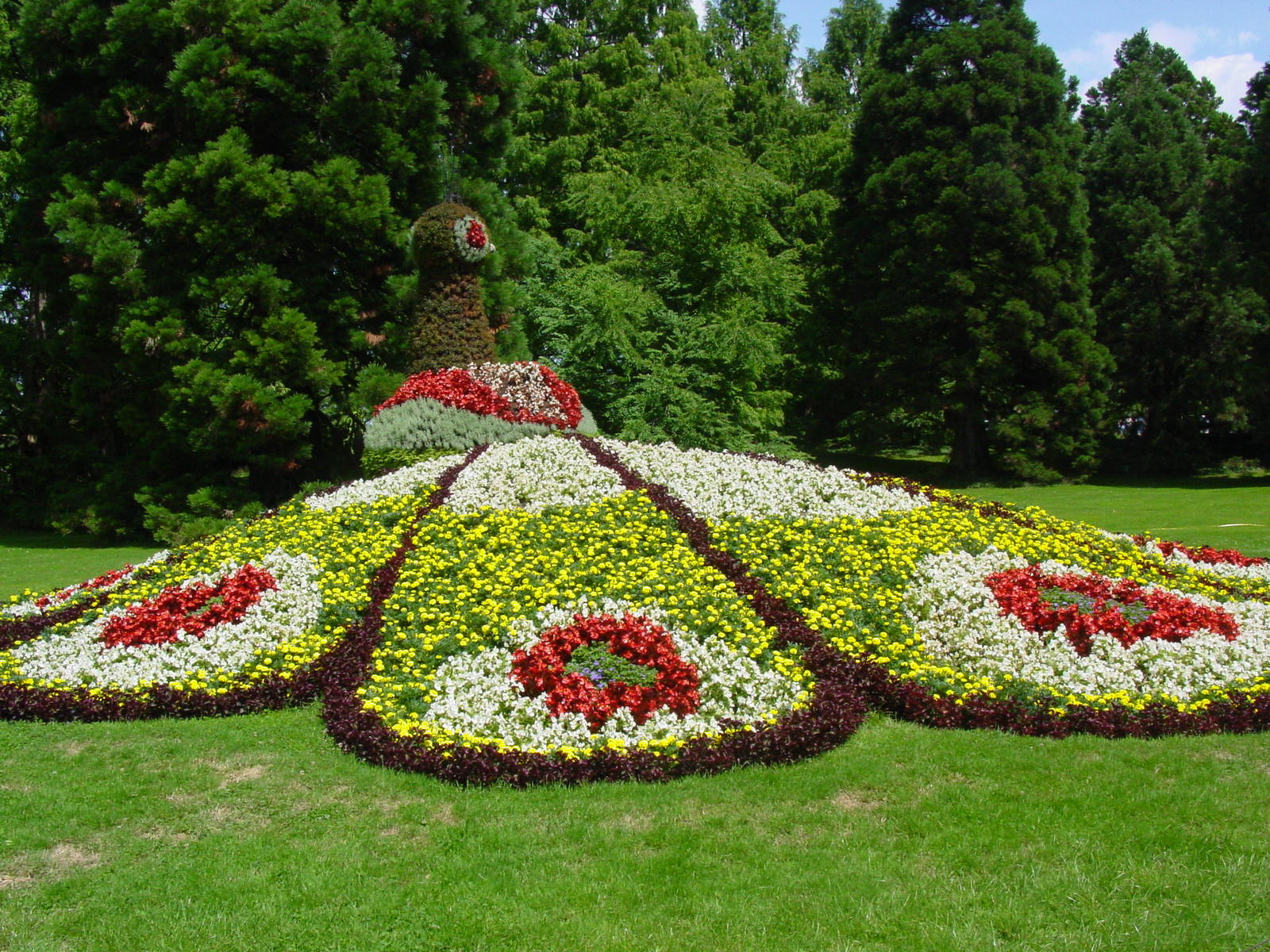
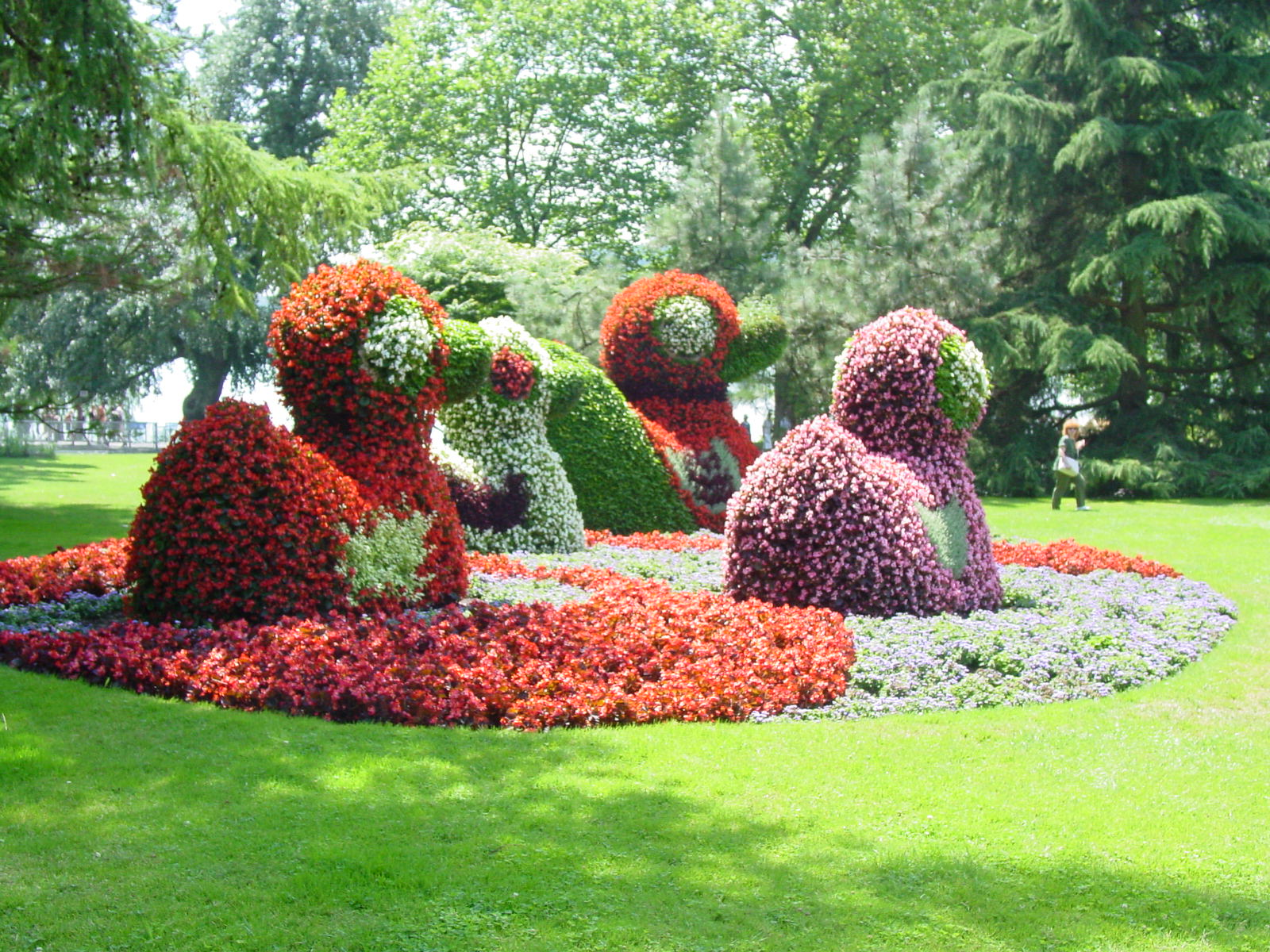
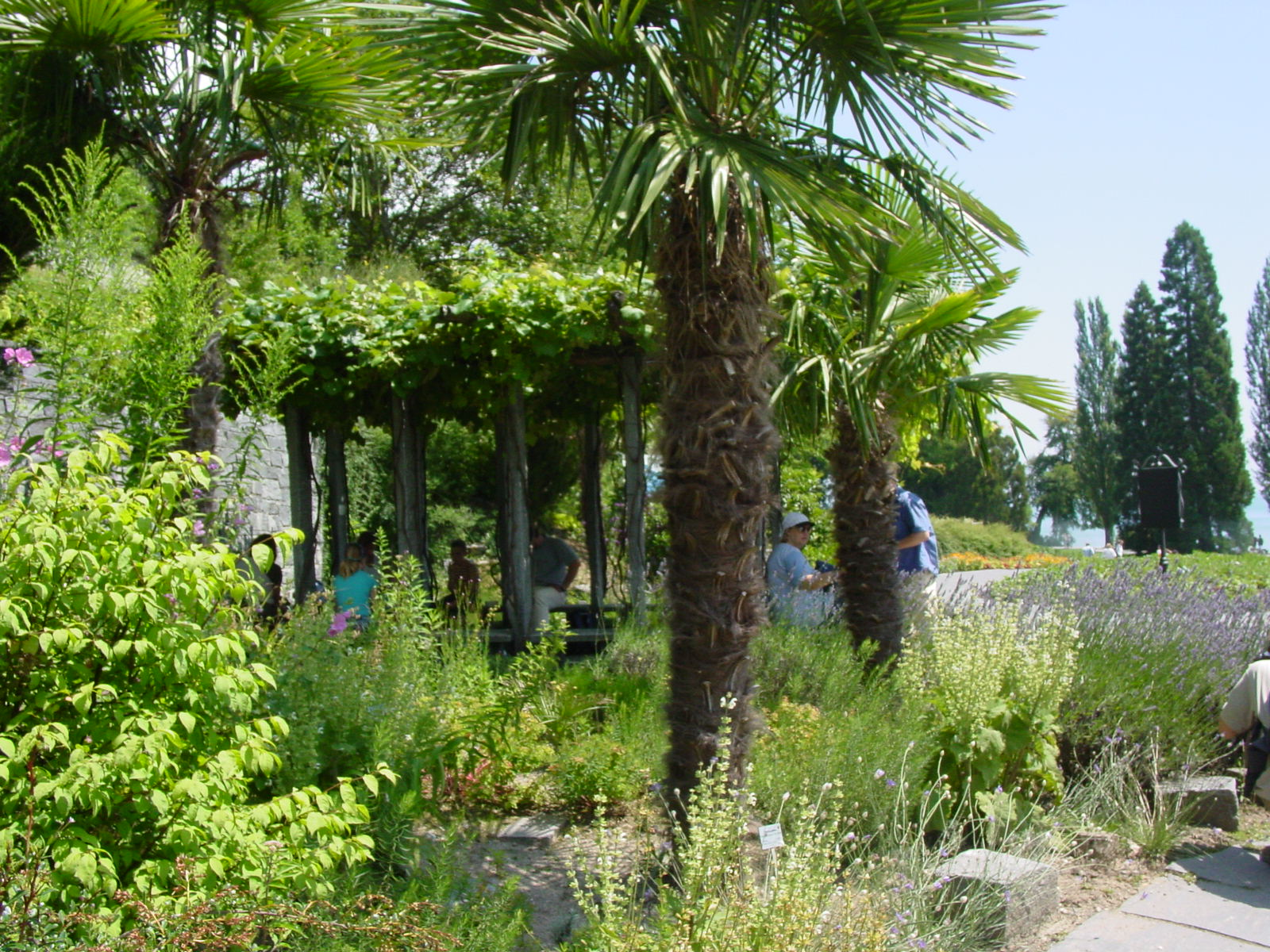
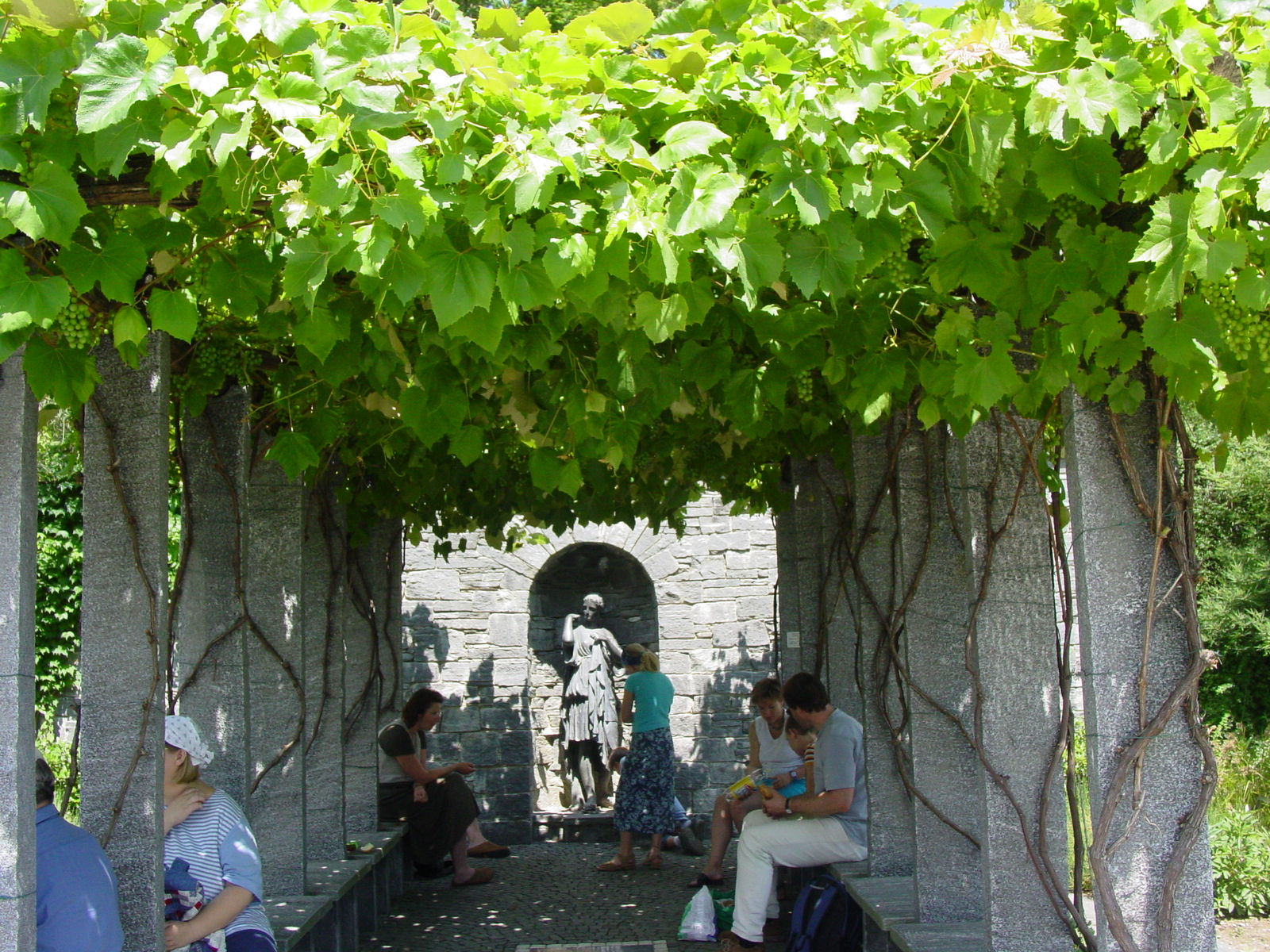
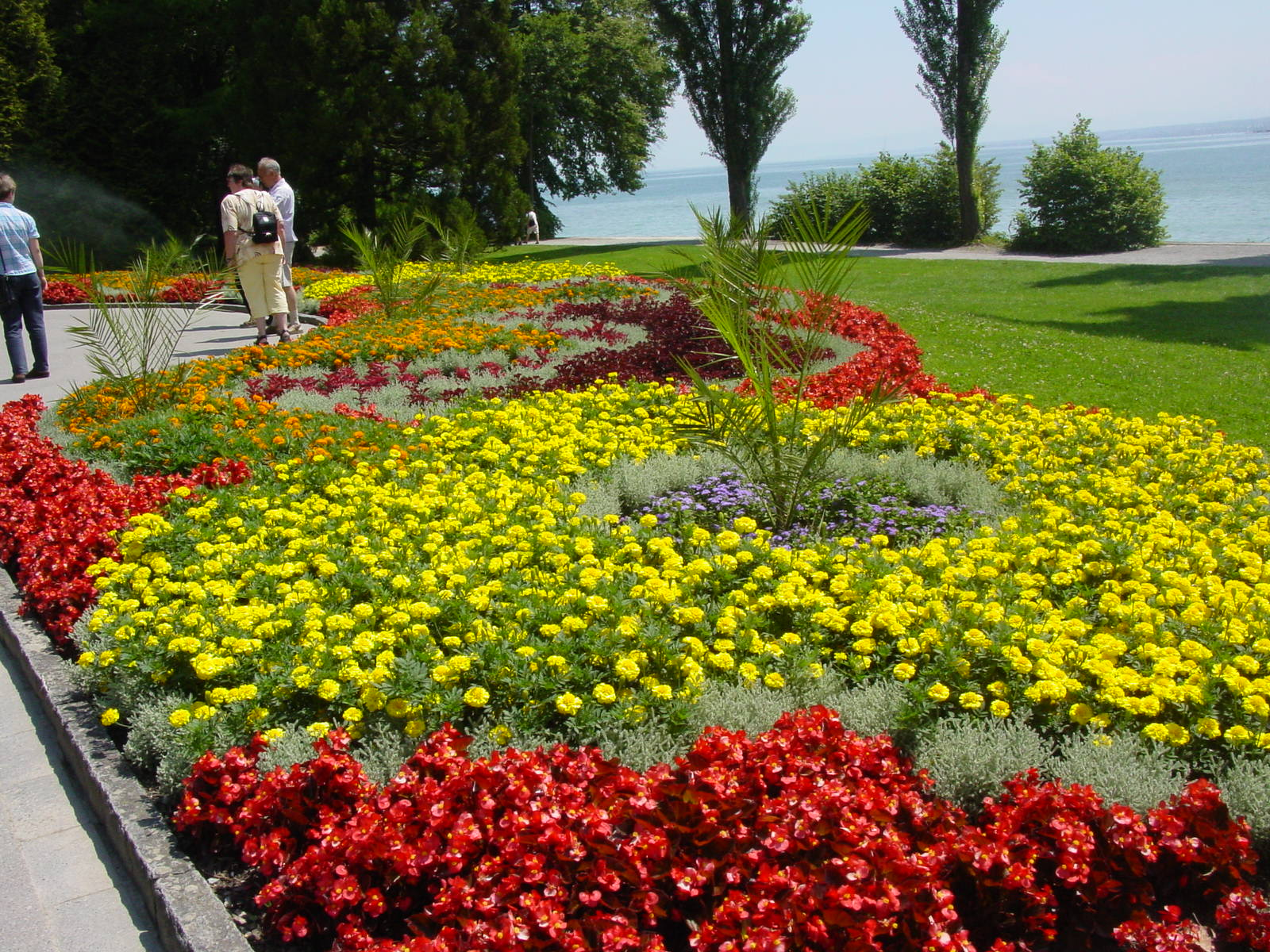
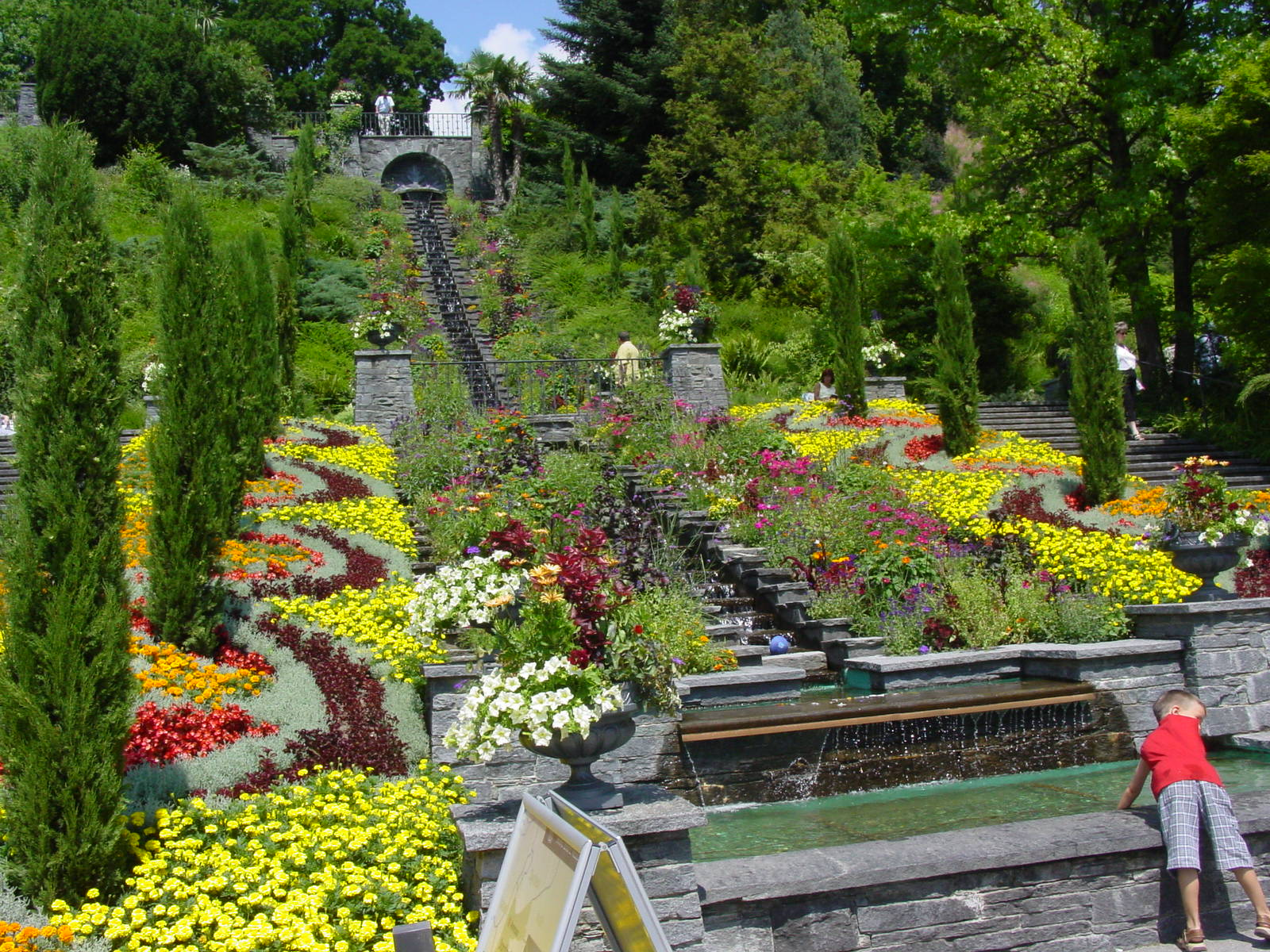
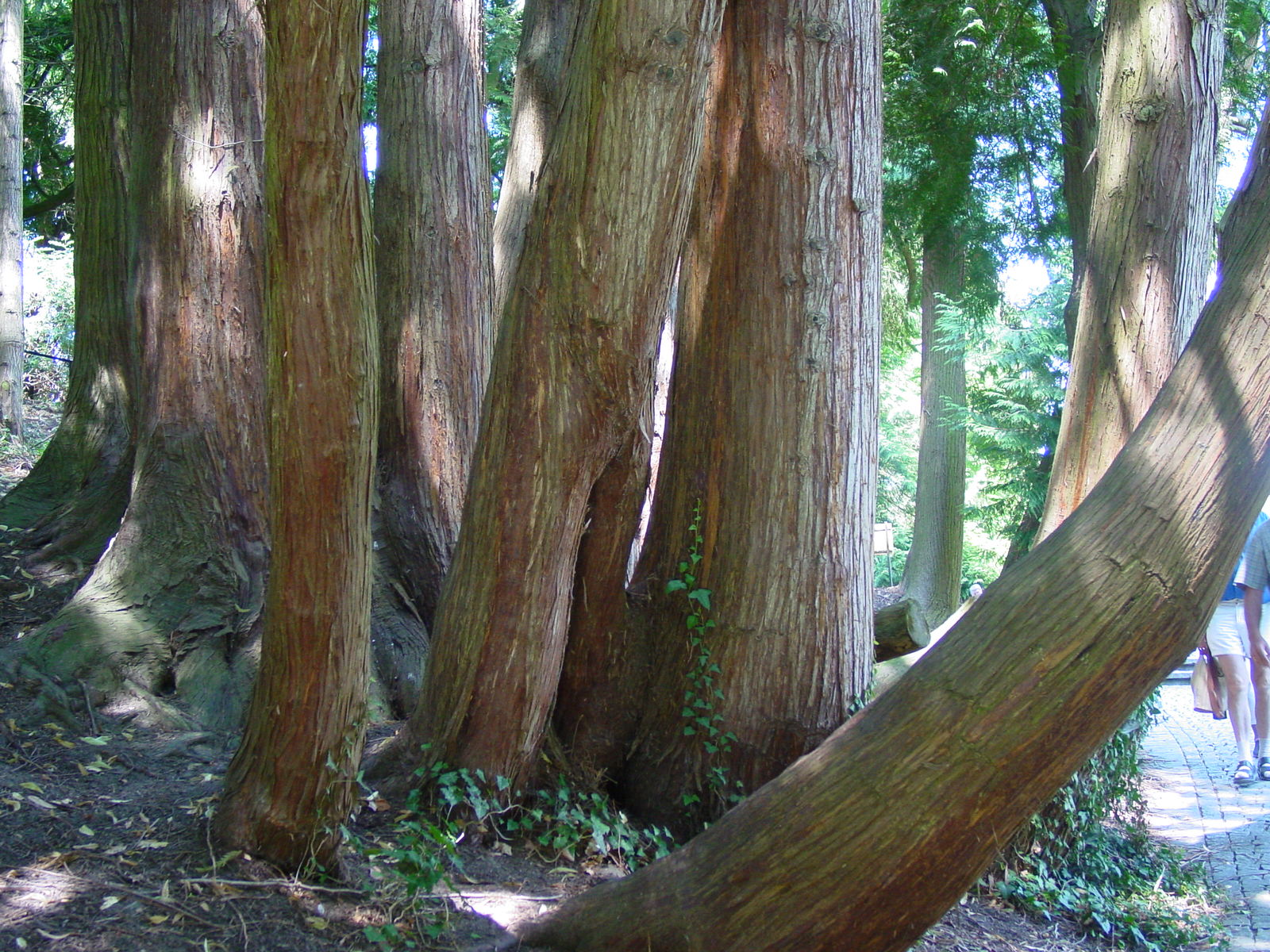
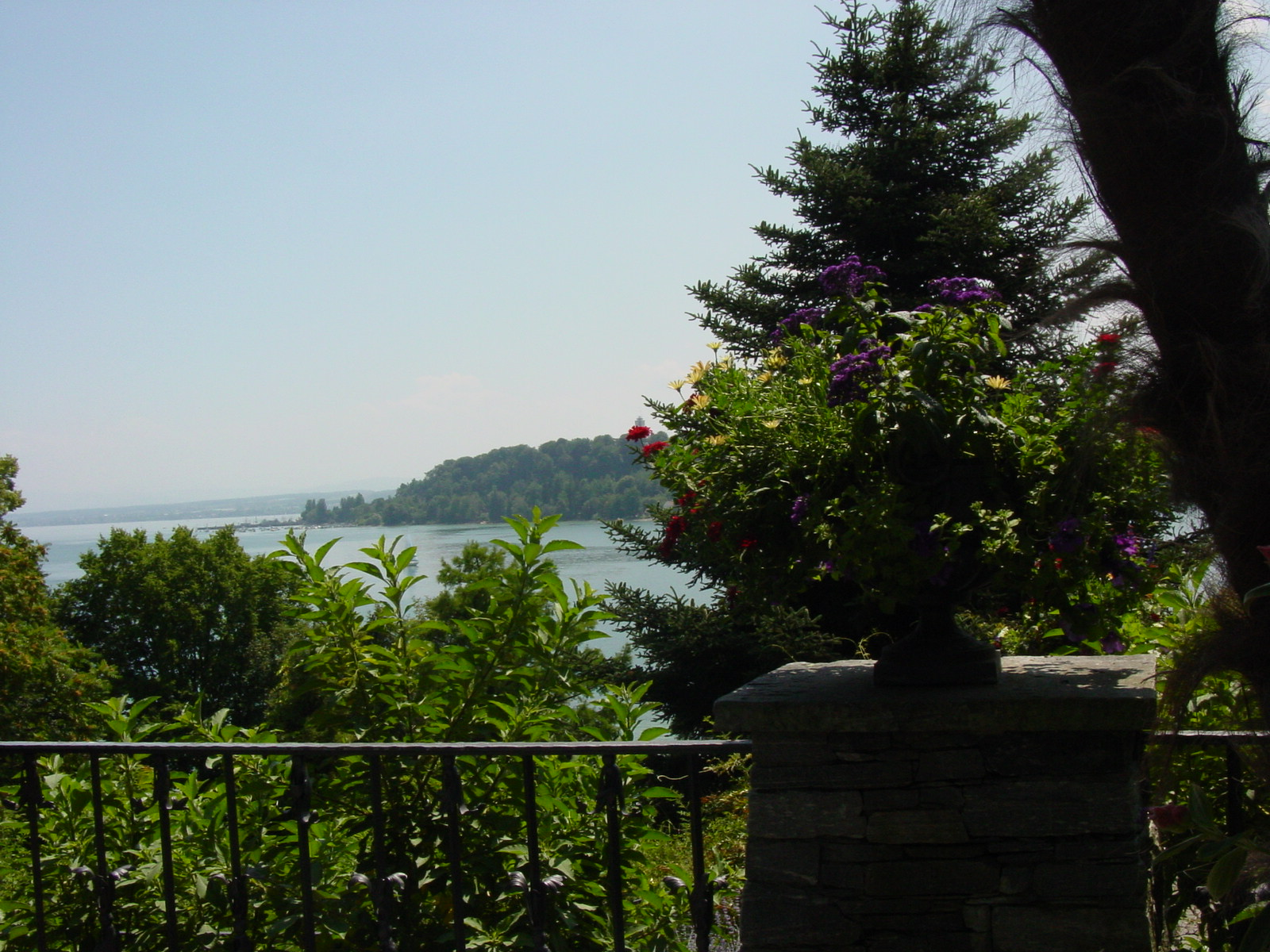
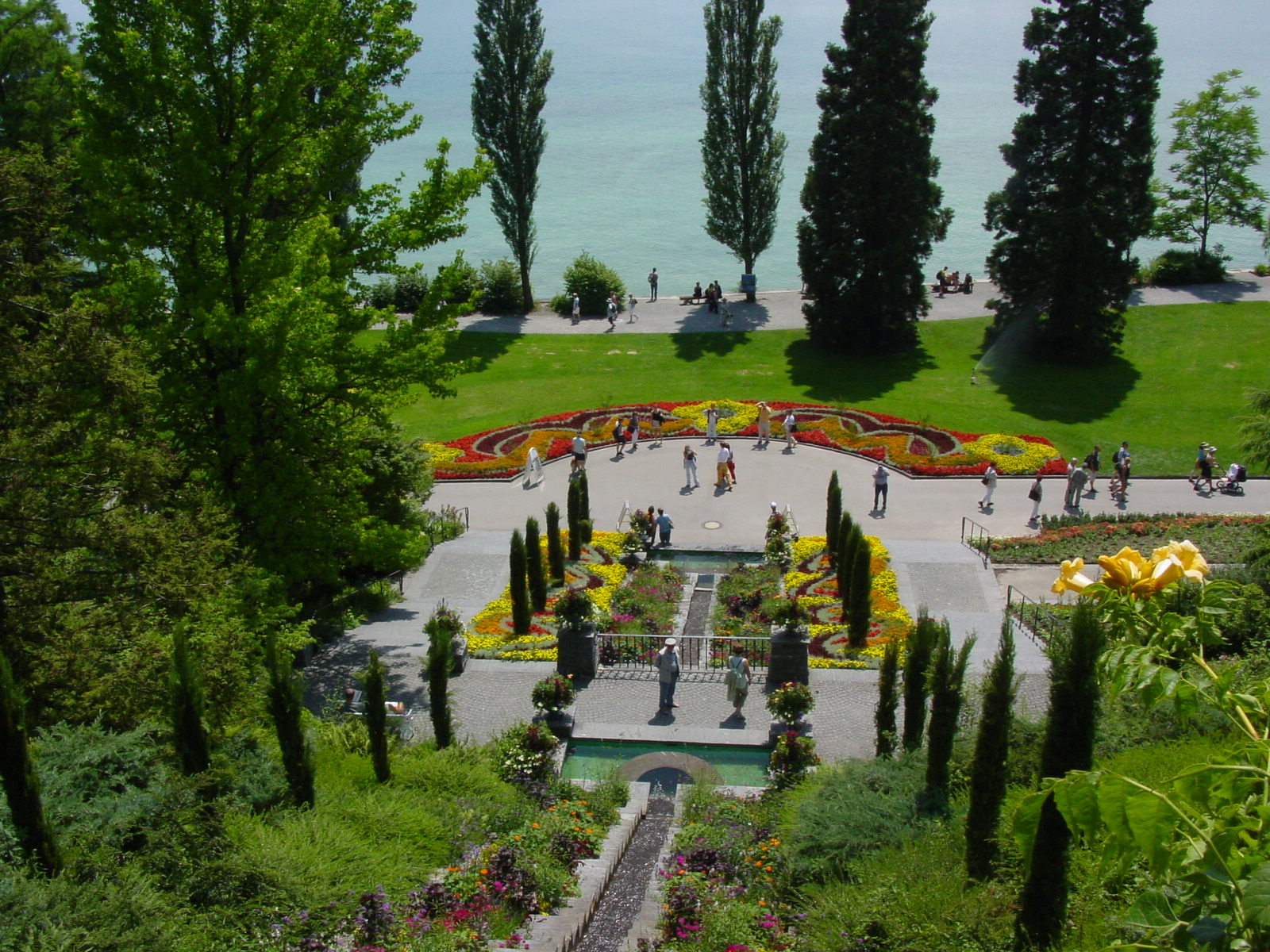
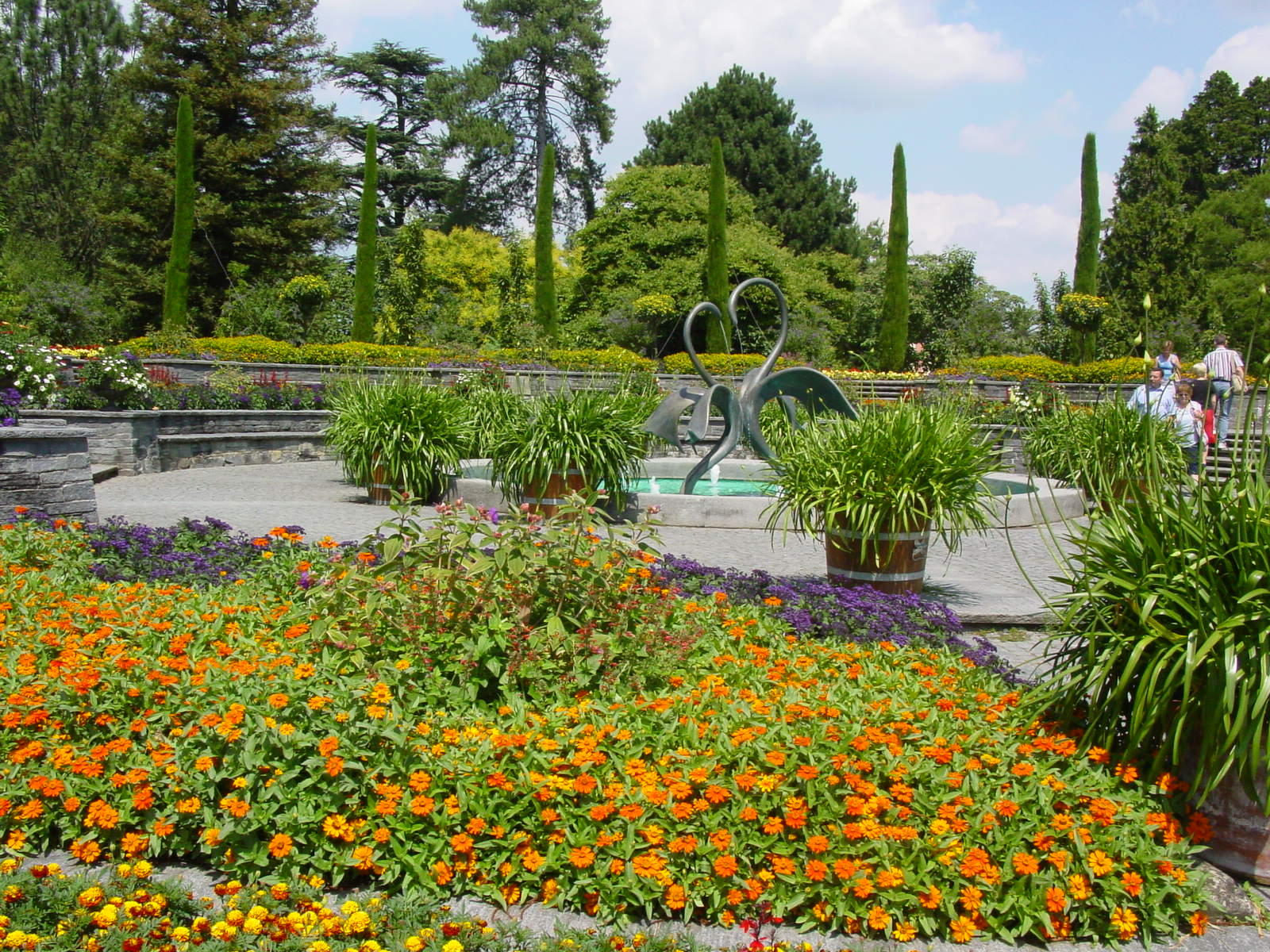
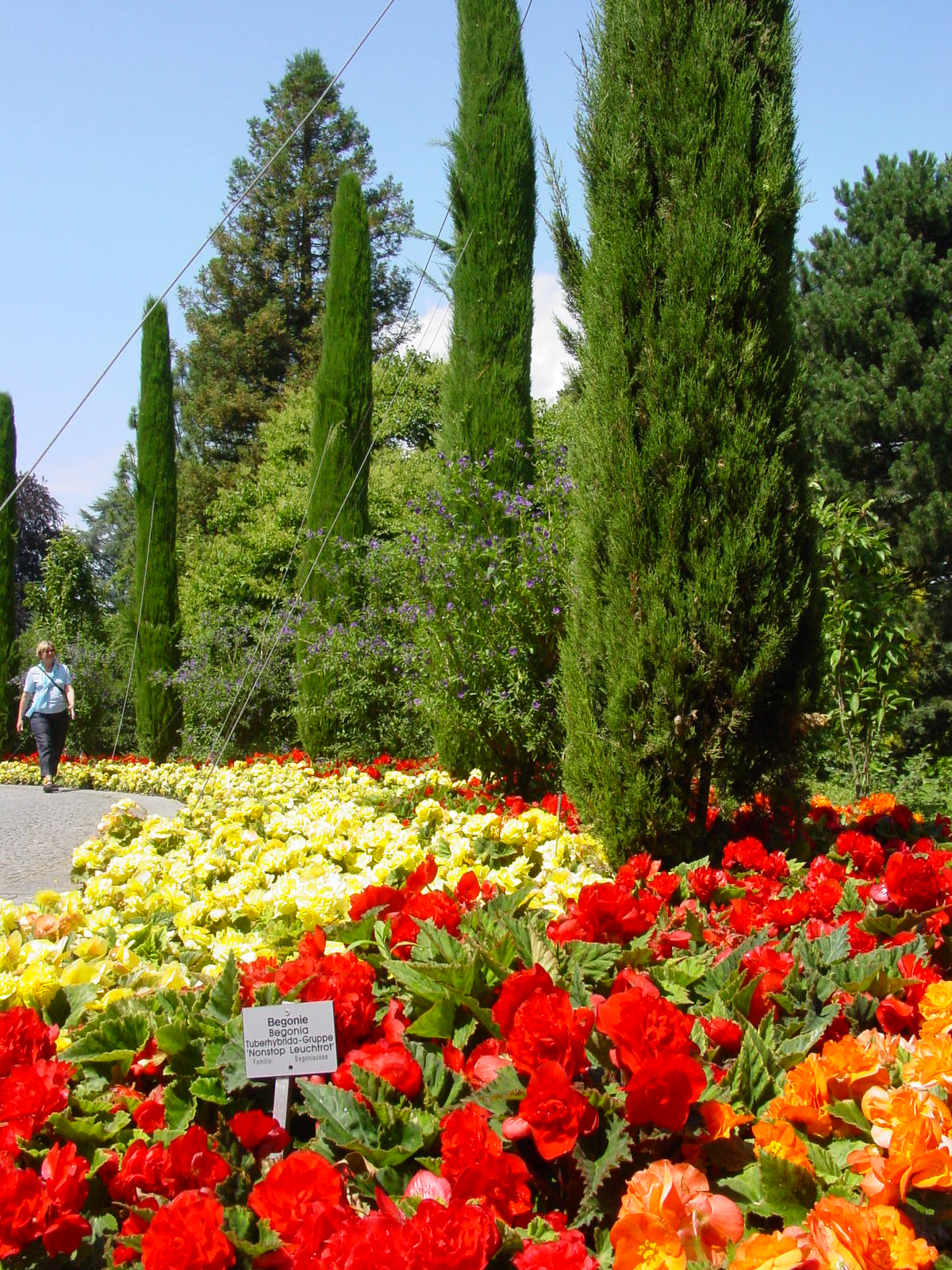
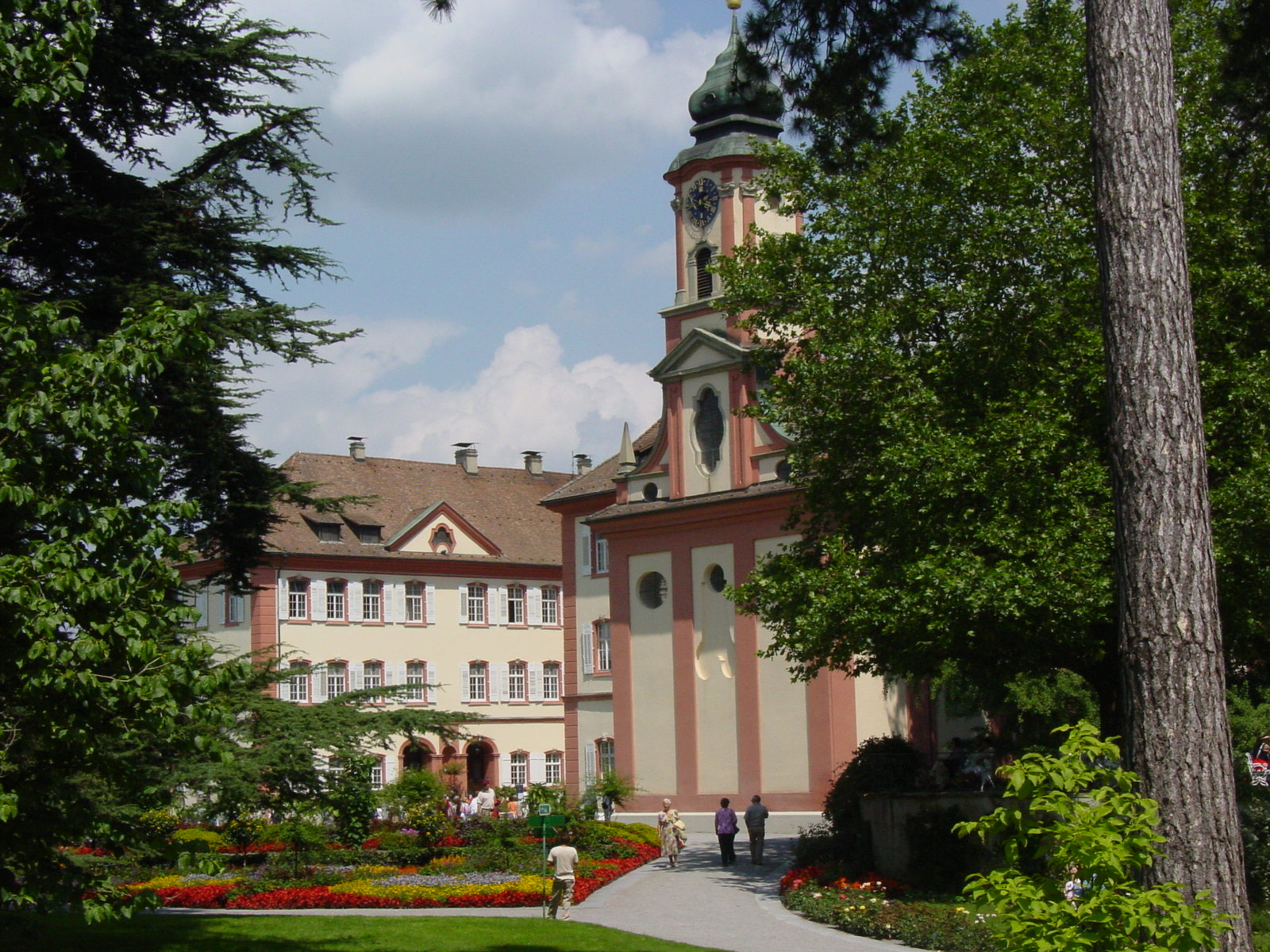
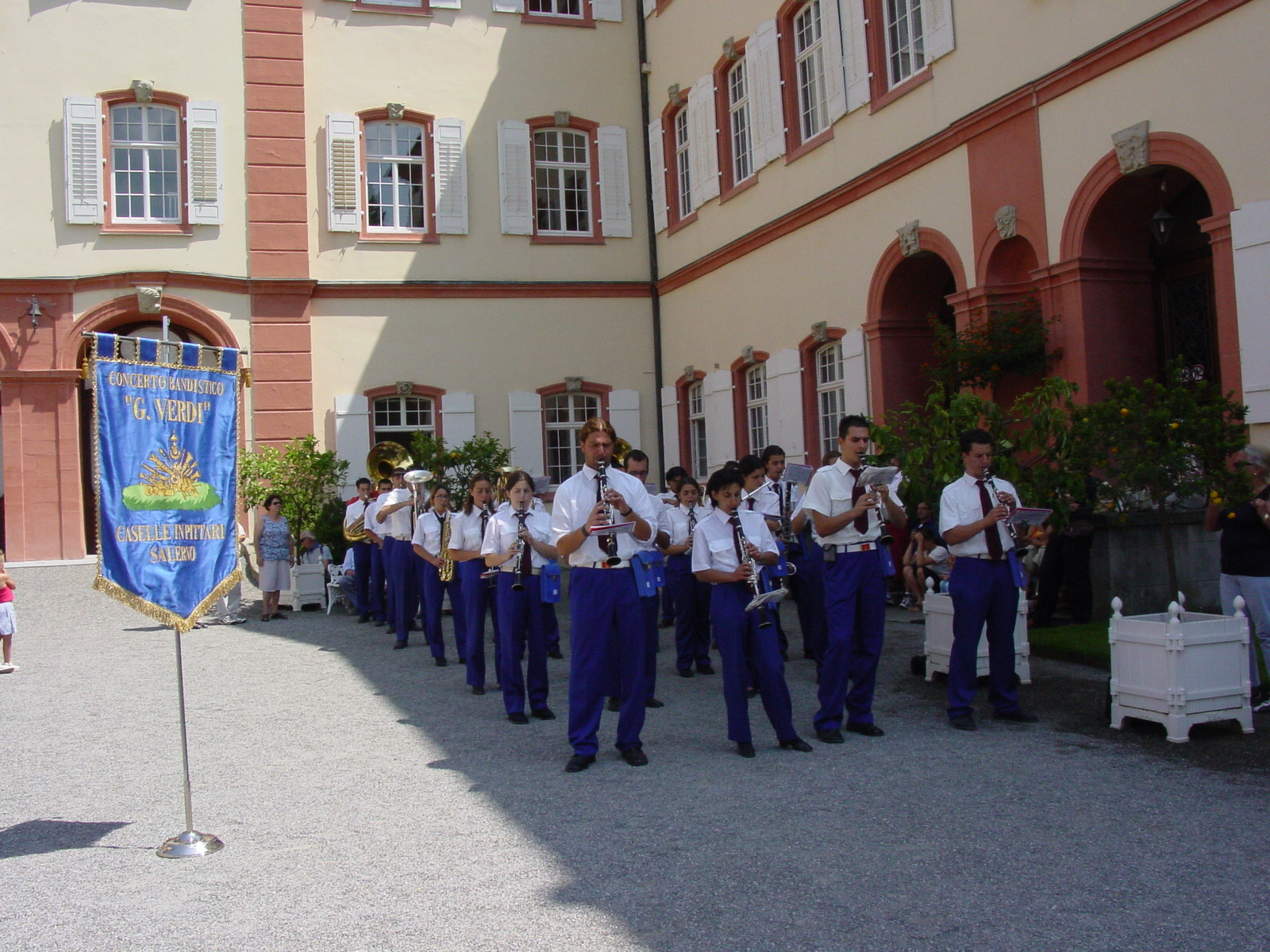
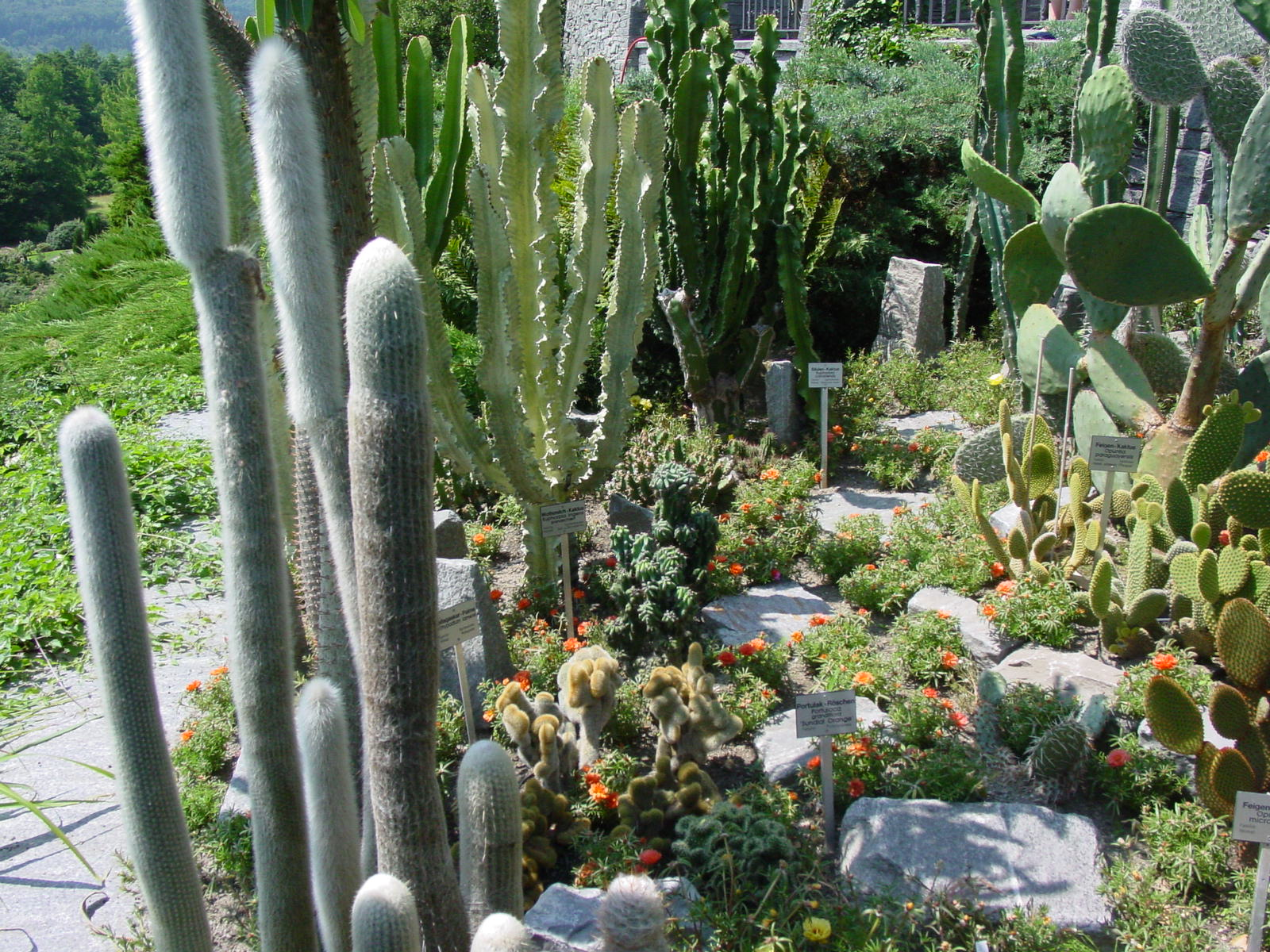
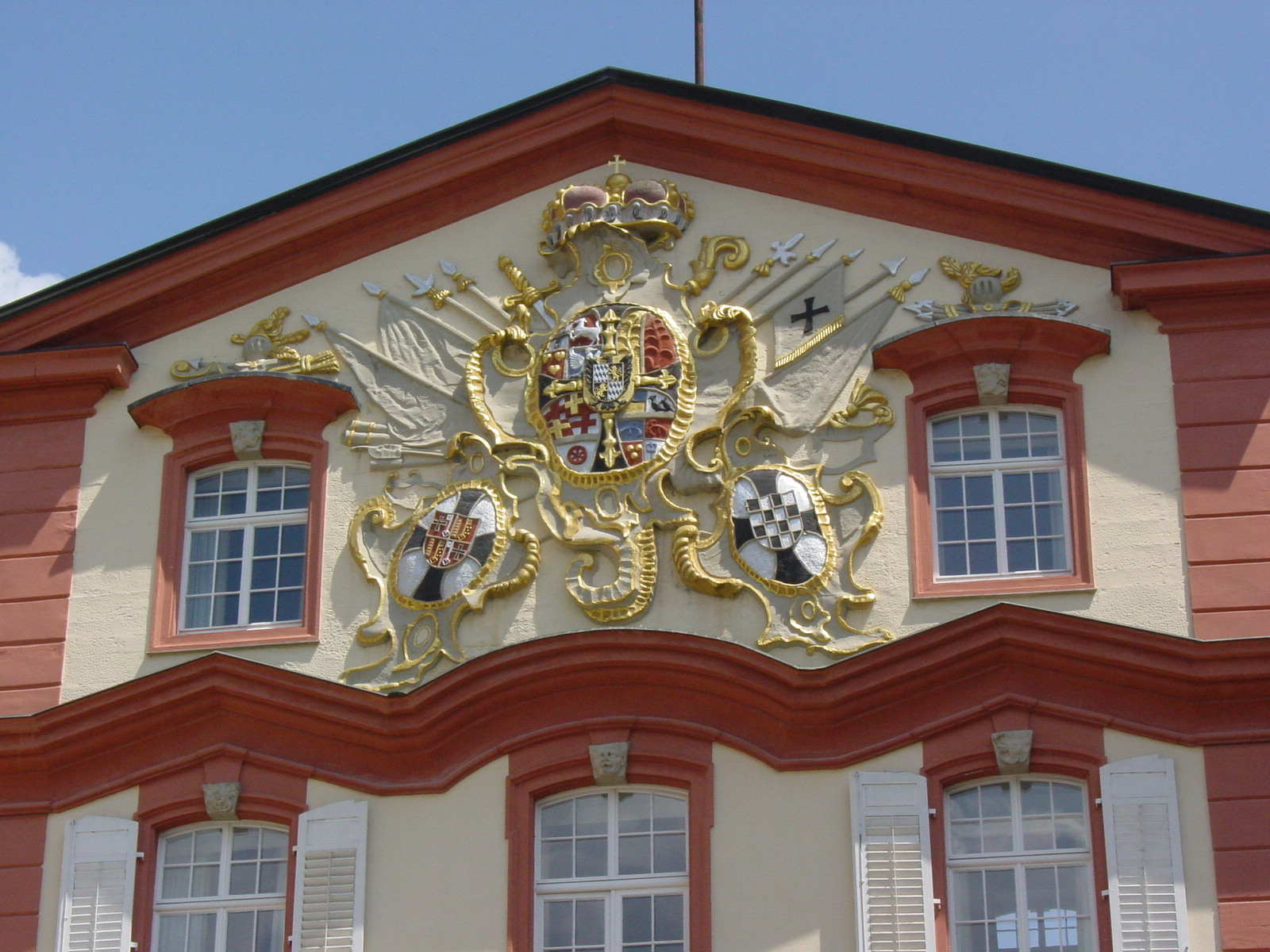